# Пен, Сергей Варленович
Сергей Варленович Пен (род. 19 июня 1952) — советский и российский художник, член Санкт-Петербургского Союза художников (до 1992 года — Ленинградской организации Союза художников РСФСР). Заслуженный художник Российской Федерации. Профессор кафедры живописи Российского государственного педагогического университета имени А. И. Герцена.

## Биография
Родился в Ленинграде в семье художника Пена Варлена. Выпускник Института имени И. Е. Репина (1976), мастерская профессора В. М. Орешникова. Художник-маринист. Живописные работы связаны с историей советского и российского военно-морского флота.
На рубеже 1980-х и 1990-х годов работы Сергея Пена в составе экспозиций произведений ленинградских художников были представлены европейским зрителям на целом ряде зарубежных выставок.
С 1987 по 2016 год руководил студией (затем мастерской) военных художников-маринистов Военно-Морского флота СССР при Центральном военно-морском музее. Мастерская является единственным в России объединением художников, работающих в жанре марины. В экспозиции музея находятся более 50-ти картин Сергея Пена.
В 1995—1996 годах Сергей Пен совершил кругосветное путешествие на учебно-парусном судне Крузенштерн. Путешествие посвящалось 300-летию Российского флота, 225-летию со дня рождения И. Ф. Крузенштерна и 190-летию со дня окончания первой российской кругосветной экспедиции.

## Награды
- 1996 год — медаль «В честь 300-летия Российского Флота»[3]
- 1997 год — присуждено звание «Заслуженный художник Российской Федерации»[8]
- 2004 год — медаль «В память 300-летия Санкт-Петербурга»[3]

## Научные публикации
- Пен С. В. Изображение воды в пейзаже. Учебное пособие. Издательство: РГПУ им. А. И. Герцена (Санкт-Петербург), 2014[12]
- Пен С. В. ОСОБЕННОСТИ РАБОТЫ НАД ДЕТСКИМ ПОРТРЕТОМ НА СТАРШИХ КУРСАХ. Статья в сборнике научных трудов. Издательство: «Книжный дом». 2015[13]
- Пен С. В.. ПОСВЯЩАЕТСЯ 150-ЛЕТИЮ ХУДОЖНИКА-МАРИНИСТА Л.Д. БЛИНОВА. В сборнике: Искусство и диалог культур. Сборник научных трудов XII Международной межвузовской научно-практической конференции. Издательство «Книжный дом». Санкт-Петербург. 2018[14]
- Пен С. В.. ОСОБЕННОСТИ РАБОТЫ НАД ПЕЙЗАЖЕМ С ВОДОЙ. Учебное пособие. Издательство: РГПУ им. А. И. Герцена (Санкт-Петербург), 2015. ISBN 978-5-8064-2099-3[15]